# Outiz
Outiz is een plaats (freguesia) in de Portugese gemeente Vila Nova de Famalicão en telt 943 inwoners (2001).